# Ray Bomba
Ray Bomba (* 14. Februar 1907 in Beeville, Texas; † 24. Juni 1986 in Encino, Kalifornien) war ein US-amerikanischer Toningenieur bzw. Tontechniker, der 1946 mit dem märchenhaften Abenteuerfilm 1001 Nacht für einen Oscar nominiert war.

## Leben
Bereits sein erster Film 1946 brachte Bomba (zusammen mit Lawrence W. Butler) in der Kategorie „Beste Spezialeffekte“ eine Oscarnominierung ein für seine Soundeffekte in dem Abenteuerfilm 1001 Nacht mit Evelyn Keyes, Phil Silvers und Adele Jergens in den Hauptrollen. Beide mussten sich jedoch John P. Fulton und Arthur Johns und dem Geisterfilm Der Wundermann geschlagen geben.
In dem Western Die gebrochene Lanze von Edward Dmytryk arbeitete Bomba 1954 mit Spencer Tracy, Robert Wagner und Jean Peters zusammen. Im selben Jahr stand noch Henry Kosters historisches Drama Desirée mit Marlon Brando und Jean Simmons auf seinem Programm, ebenso wie das komödiantische Drama Rhythmus im Blut mit Marilyn Monroe. Sein erster Film im Jahr 1955 war der Abenteuerfilm Treffpunkt Hongkong, wiederum mit Edward Dmytryk, besetzt mit Clark Gable und Susan Hayward. Auch zu der Literaturverfilmung eines autobiografischen Romans der chinesischen Ärztin und Autorin Han Suyin Alle Herrlichkeit auf Erden (1955) mit William Holden und Jennifer Jones, trug Bomba seinen Anteil bei.  In dem romantischen Drama Der große Regen (1955) nach Louis Bromfields Vorlage traf er auf den Regisseur Jean Negulesco sowie die Hauptdarsteller Lana Turner und Richard Burton. Im Jahr 1958 konnte er seine Fähigkeiten in dem Abenteuer-Drama Die Wurzeln des Himmels von John Huston mit Errol Flynn, Juliette Gréco und Trevor Howard unter Beweis stellen. Sein letzter Film wurde die Komödie Über den Gassen von Nizza von Nunnally Johnson, mit dem er schon in zwei anderen Filmen zusammengearbeitet hatte, mit Leslie Caron und Henry Fonda. Die Vorlage bildet ein Roman von Romain Gary. 

## Filmografie
- 1945: 1001 Nacht (A Thousand and One Nights)
- 1954: Die gebrochene Lanze (Broken Lance)
- 1954: Désirée (Désirée)
- 1954: Rhythmus im Blut (There’s No Business Like Show Business)
- 1955: Treffpunkt Hongkong (Soldier of Fortune)
- 1955: How to Be Very, Very Popular
- 1955: Alle Herrlichkeit auf Erden (Love is a Many Splendored Thing)
- 1955: Das Mädchen auf der Samtschaukel (The Girl in the Red Velvet Swing)
- 1955: Der große Regen (The Rains of Ranchipur)
- 1956: Testpiloten (On the Treshold of Space)
- 1956: Eine Handvoll Hoffnung (Bigger Than Life)
- 1957: Sirene in Blond (Will Success Spoil Rock Hunter?)
- 1957: Eva mit den drei Gesichtern (The Three Faces of Eve)
- 1958: Sing Boy Sing
- 1958: Die Wurzeln des Himmels (The Roots of Heaven)
- 1959: Über den Gassen von Nizza (The Man Who Understood Women)

## Auszeichnung
- 1946: Oscarnominierung für 1001 Nacht
zusammen mit Lawrence W. Butler (fotografische Effekte)